# Eudarcia moreae
Eudarcia moreae is een vlinder uit de familie van de Meessiidae. Deze soort is voor het eerst wetenschappelijk beschreven als Obesoceras moreae door Günther Petersen en Reinhard Gaedike in een publicatie uit 1983.
De soort komt voor in Griekenland.